# Perves
Perves – miejscowość w Hiszpanii, w Katalonii, w prowincji Lleida, w comarce Alta Ribagorça, w gminie El Pont de Suert.
Według danych opublikowanych przez Institut d’Estadística de Catalunya w 2020 roku liczyła 3 mieszkańców – 2 mężczyzn i 1 kobietę. Liczba mieszkańców w poprzednich latach: 6 (2008), 6 (2009), 5 (2014), 4 (2015), 2 (2019).